# Římskokatolická farnost Hlasivo
Římskokatolická farnost Hlasivo je zaniklým územním společenstvím římských katolíků v rámci táborského vikariátu Českobudějovické diecéze.

## O farnosti

### Historie
Plebánie v Hlasivu je písemně doložena v roce 1359. Plebánie později zanikla a Hlasivo bylo přifařeno do Chýnova. V roce 1824 byla zřízena lokálie, a z té byla vytvořena v roce 1858 samostatná farnost. V latinském názvu farnosti je uchován starší název farnosti – Magno-Hlasivum, čili Velké Hlasivo, což bylo myšleno jako protiklad k přifařené vesnici Hlasívku. 
Před svým zrušením 31. 12. 2019 byla farnost administrovaná excurrendo, jejími posledními správci byli P. Ing. Mgr. Jan Kuník CSsR (2007–2011) a R.D. Mgr. Jaroslav Karas (2011–2019).

### Současnost
Dne 1. ledna 2020 byla farnost Hlasivo sloučena s římskokatolickou farností Mladá Vožice.
| Fotografie | Kostel                      | Místo    | Bohoslužba             | Bohoslužba             | Poznámka                      |
| ---------- | --------------------------- | -------- | ---------------------- | ---------------------- | ----------------------------- |
|            | Kostel Narození Panny Marie | Hlasivo  | neděle                 | 08.00                  | filiální, bývalý farní kostel |
|            | Kaple                       | Hlasivo  | neslouží se pravidelně | neslouží se pravidelně | hřbitovní kaple               |
|            | Kaple Nejsvětější Trojice   | Rašovice | neslouží se pravidelně | neslouží se pravidelně | obecní kaple                  |